# Detroit Grand Prix 2023
Der Detroit Grand Prix (offiziell Chevrolet Detroit Grand Prix) auf dem Detroit Street Circuit fand am 4. Juni 2023 statt und ging über eine Distanz von 100 Runden à 2,647 km. Es war der siebte Lauf zur IndyCar Series 2023.

## Bericht
Auf dem neu angelegten Stadtkurs erwarteten die Fahrer meist enge Kurven auf schmaler Fahrbahn. Der Großteil der Rennstrecke ist mit Beton- und nur wenige Teile mit Asphaltbelag ausgelegt, abgesehen davon ist der Kurs sehr wellig. Von der Pole Position startete Alex Palou (Chip Ganassi Racing) ins Rennen und er blieb erster vor Romain Grosjean (Andretti Autosport), der den aus der ersten Startreihe gestarteten Scott McLaughlin (Team Penske) überholte. Beim Anbremsen einer Kurve rutschte Callum Ilott (Juncos Hollinger Racing) ins Heck von Kyle Kirkwood (Andretti Autosport), der daraufhin einen neuen Heckflügel benötigte. Für Ilott war das Renne bereits vorbei nach diesem Vorfall. Während der anschließenden Gelbphase fuhr Graham Rahal (Rahal Letterman Lanigan) in eine Mauer, Benjamin Pedersen (A. J. Foyt Racing) konnte nicht ausweichen. Für Rahal war dies das frühe Aus und Pedersen fand sich auf dem 20. Rang wieder. Will Power (Team Penske) arbeitete sich von Startplatz sieben auf die zweite Position nach vorne. Nach einer Gelbphase konnte beim Restart Power kurz Palou von der Spitze verdrängen, Palou konterte erfolgreich. Ansonsten änderte sich die Spitzenposition nur während den Boxenstopps. Grosjean musste nach zwei Mauerkontakten, innen und außen in der vierten Kurve, das Rennen aufgeben. Das Siegerpodest stellte sich am Ende des Tages aus Palou, Power und dem drittplatzierten Felix Rosenqvist (Arrow McLaren SP) zusammen. In der Meisterschaft führte Palou nach dem Rennen in Detroit mit 51 Punkten Vorsprung auf Marcus Ericsson (Chip Ganassi Racing), der im Rennen den neunten Rang erreichte. Dahinter Josef Newgarden (Team Penske) und Scott Dixon (Chip Ganassi Racing) mit über 70 Punkten Rückstand.

## Meldeliste
| Startnummer | Fahrer              | Team                                 | Motor     |
| ----------- | ------------------- | ------------------------------------ | --------- |
| 2           | Josef Newgarden     | Team Penske                          | Chevrolet |
| 3           | Scott McLaughlin    | Team Penske                          | Chevrolet |
| 5           | Patricio O’Ward     | Arrow McLaren SP                     | Chevrolet |
| 06          | Hélio Castroneves   | Meyer Shank Racing                   | Honda     |
| 6           | Felix Rosenqvist    | Arrow McLaren SP                     | Chevrolet |
| 7           | Alexander Rossi     | Arrow McLaren SP                     | Chevrolet |
| 8           | Marcus Ericsson     | Chip Ganassi Racing                  | Honda     |
| 9           | Scott Dixon         | Chip Ganassi Racing                  | Honda     |
| 10          | Alex Palou          | Chip Ganassi Racing                  | Honda     |
| 11          | Marcus Armstrong    | Chip Ganassi Racing                  | Honda     |
| 12          | Will Power          | Team Penske                          | Chevrolet |
| 14          | Santino Ferrucci    | A. J. Foyt Racing                    | Chevrolet |
| 15          | Graham Rahal        | Rahal Letterman Lanigan Racing       | Honda     |
| 18          | David Malukas       | Dale Coyne Racing / HMD Motorsports  | Honda     |
| 20          | Conor Daly          | Ed Carpenter Racing                  | Chevrolet |
| 21          | Rinus VeeKay        | Ed Carpenter Racing                  | Chevrolet |
| 26          | Colton Herta        | Andretti Autosport / Curb-Agajanian  | Honda     |
| 27          | Kyle Kirkwood       | Andretti Autosport                   | Honda     |
| 28          | Romain Grosjean     | Andretti Autosport                   | Honda     |
| 29          | Devlin DeFrancesco  | Andretti Steinbrenner Autosport      | Honda     |
| 30          | Jack Harvey         | Rahal Letterman Lanigan Racing       | Honda     |
| 45          | Christian Lundgaard | Rahal Letterman Lanigan Racing       | Honda     |
| 51          | Sting Ray Robb      | Dale Coyne Racing / Rick Ware Racing | Honda     |
| 55          | Benjamin Pedersen   | A. J. Foyt Racing                    | Chevrolet |
| 60          | Simon Pagenaud      | Meyer Shank Racing                   | Honda     |
| 77          | Callum Ilott        | Juncos Hollinger Racing              | Chevrolet |
| 78          | Agustín Canapino    | Juncos Hollinger Racing              | Chevrolet |

## Klassifikationen

### Freies Training 1
| Pos. | Nr. | Fahrer        | Team                | Motor     | Zeit       |
| ---- | --- | ------------- | ------------------- | --------- | ---------- |
| 1    | 5   | Pato O’Ward   | Arrow McLaren SP    | Chevrolet | 01:03.0773 |
| 2    | 9   | Scott Dixon   | Chip Ganassi Racing | Honda     | 01:03.1759 |
| 3    | 27  | Kyle Kirkwood | Andretti Autosport  | Honda     | 01:03.5140 |

### Freies Training 2
| Pos. | Nr. | Fahrer        | Team                | Motor     | Zeit       |
| ---- | --- | ------------- | ------------------- | --------- | ---------- |
| 1    | 9   | Scott Dixon   | Chip Ganassi Racing | Honda     | 01:03.2317 |
| 2    | 12  | Will Power    | Team Penske         | Chevrolet | 01:03.4627 |
| 3    | 27  | Kyle Kirkwood | Andretti Autosport  | Honda     | 01:03.5658 |

### Qualifying
| Pos. | Nr. | Fahrer              | Team                                 | Motor     | Zeit       | Zeit       | Zeit       | Zeit       | Startplatz |
| Pos. | Nr. | Fahrer              | Team                                 | Motor     | Q1         | Q1         | Q2         | Q3         | Startplatz |
| Pos. | Nr. | Fahrer              | Team                                 | Motor     | Gruppe 1   | Gruppe 2   | Q2         | Q3         | Startplatz |
| ---- | --- | ------------------- | ------------------------------------ | --------- | ---------- | ---------- | ---------- | ---------- | ---------- |
| 1    | 10  | Alex Palou          | Chip Ganassi Racing                  | Honda     | 01:02.2431 | N/A        | 01:01.6390 | 01:01.8592 | 1          |
| 2    | 3   | Scott McLaughlin    | Team Penske                          | Chevrolet | N/A        | 01:01.7482 | 01:01.9794 | 01:02.1592 | 2          |
| 3    | 28  | Romain Grosjean     | Andretti Autosport                   | Honda     | 01:02.1756 | N/A        | 01:01.9018 | 01:02.2896 | 3          |
| 4    | 9   | Scott Dixon         | Chip Ganassi Racing                  | Honda     | N/A        | 01:02.0602 | 01:02.0608 | 01:02.4272 | 4          |
| 5    | 2   | Josef Newgarden     | Team Penske                          | Chevrolet | N/A        | 01:02.1900 | 01:01.9679 | 01:02.5223 | 5          |
| 6    | 8   | Marcus Ericsson     | Chip Ganassi Racing                  | Honda     | N/A        | 01:02.0754 | 01:01.9449 | 01:02.6184 | 6          |
| 7    | 12  | Will Power          | Team Penske                          | Chevrolet | 01:02.3454 | N/A        | 01:02.1817 | N/A        | 7          |
| 8    | 60  | Simon Pagenaud      | Meyer Shank Racing                   | Honda     | 01:02.3952 | N/A        | 01:02.1860 | N/A        | 8          |
| 9    | 6   | Felix Rosenqvist    | Arrow McLaren SP                     | Chevrolet | 01:02.5341 | N/A        | 01:02.1937 | N/A        | 9          |
| 10   | 5   | Pato O’Ward         | Arrow McLaren SP                     | Chevrolet | N/A        | 01:02.0470 | 01:02.2564 | N/A        | 10         |
| 11   | 11  | Marcus Armstrong    | Chip Ganassi Racing                  | Honda     | 01:01.8558 | N/A        | 01:02.2958 | N/A        | 11         |
| 12   | 27  | Kyle Kirkwood       | Andretti Autosport                   | Honda     | N/A        | 01:01.5305 | 01:04.6075 | N/A        | 12         |
| 13   | 7   | Alexander Rossi     | Arrow McLaren SP                     | Chevrolet | 01:02.5714 | N/A        | N/A        | N/A        | 13         |
| 14   | 21  | Rinus VeeKay        | Ed Carpenter Racing                  | Chevrolet | N/A        | 01:02.1911 | N/A        | N/A        | 14         |
| 15   | 20  | Conor Daly          | Ed Carpenter Racing                  | Chevrolet | 01:02.9522 | N/A        | N/A        | N/A        | 15         |
| 16   | 77  | Callum Ilott        | Juncos Hollinger Racing              | Chevrolet | N/A        | 01:02.2644 | N/A        | N/A        | 16         |
| 17   | 29  | Devlin DeFrancesco  | Andretti Steinbrenner Autosport      | Honda     | 01:03.0017 | N/A        | N/A        | N/A        | 17         |
| 18   | 45  | Christian Lundgaard | Rahal Letterman Lanigan Racing       | Honda     | N/A        | 01:02.6495 | N/A        | N/A        | 18         |
| 19   | 55  | Benjamin Pedersen   | A. J. Foyt Enterprises               | Chevrolet | 01:03.1599 | N/A        | N/A        | N/A        | 19         |
| 20   | 78  | Agustín Canapino    | Juncos Hollinger Racing              | Chevrolet | N/A        | 01:02.9071 | N/A        | N/A        | 20         |
| 21   | 18  | David Malukas       | Dale Coyne Racing / HMD Motorsports  | Honda     | 01:03.2126 | N/A        | N/A        | N/A        | 21         |
| 22   | 14  | Santino Ferrucci    | A. J. Foyt Enterprises               | Chevrolet | N/A        | 01:02.9589 | N/A        | N/A        | 22         |
| 23   | 06  | Hélio Castroneves   | Meyer Shank Racing                   | Honda     | 01:03.3879 | N/A        | N/A        | N/A        | 23         |
| 24   | 26  | Colton Herta        | Andretti Autosport / Curb-Agajanian  | Honda     | N/A        | 01:03.4165 | N/A        | N/A        | 24         |
| 25   | 30  | Jack Harvey         | Rahal Letterman Lanigan Racing       | Honda     | 01:03.7728 | N/A        | N/A        | N/A        | 25         |
| 26   | 51  | Sting Ray Robb      | Dale Coyne Racing / Rick Ware Racing | Honda     | N/A        | 01:03.7496 | N/A        | N/A        | 26         |
| 27   | 15  | Graham Rahal        | Rahal Letterman Lanigan Racing       | Honda     | N/A        | 01:03.8663 | N/A        | N/A        | 27         |

### Endergebnis
| Pos. | Nr. | Fahrer              | Team                                 | Motor     | Runden | Zeit/Rückstand | Boxenstopps | Startplatz | Führungsrunden | Punkte |
| ---- | --- | ------------------- | ------------------------------------ | --------- | ------ | -------------- | ----------- | ---------- | -------------- | ------ |
| 1    | 10  | Alex Palou          | Chip Ganassi Racing                  | Honda     | 100    | 02:01:58.1171  | 2           | 1          | 74             | 54     |
| 2    | 12  | Will Power          | Team Penske                          | Chevrolet | 100    | 1.1843         | 2           | 7          | 14             | 41     |
| 3    | 6   | Felix Rosenqvist    | Arrow McLaren SP                     | Chevrolet | 100    | 5.9515         | 2           | 9          |                | 35     |
| 4    | 9   | Scott Dixon         | Chip Ganassi Racing                  | Honda     | 100    | 7.5682         | 2           | 4          |                | 32     |
| 5    | 7   | Alexander Rossi     | Arrow McLaren SP                     | Chevrolet | 100    | 9.9841         | 2           | 13         | 1              | 31     |
| 6    | 27  | Kyle Kirkwood       | Andretti Autosport                   | Honda     | 100    | 10.5426        | 4           | 12         | 1              | 29     |
| 7    | 3   | Scott McLaughlin    | Team Penske                          | Chevrolet | 100    | 10.9350        | 2           | 2          |                | 26     |
| 8    | 11  | Marcus Armstrong R  | Chip Ganassi Racing                  | Honda     | 100    | 11.6792        | 2           | 11         |                | 24     |
| 9    | 8   | Marcus Ericsson     | Chip Ganassi Racing                  | Honda     | 100    | 13.0181        | 3           | 6          | 7              | 23     |
| 10   | 2   | Josef Newgarden     | Team Penske                          | Chevrolet | 100    | 14.0223        | 2           | 5          | 2              | 21     |
| 11   | 26  | Colton Herta        | Andretti Autosport / Curb-Agajanian  | Honda     | 100    | 17.6606        | 3           | 24         |                | 19     |
| 12   | 29  | Devlin DeFrancesco  | Andretti Steinbrenner Autosport      | Honda     | 100    | 19.4321        | 3           | 17         |                | 18     |
| 13   | 60  | Simon Pagenaud      | Meyer Shank Racing                   | Honda     | 100    | 19.6486        | 2           | 8          |                | 17     |
| 14   | 78  | Agustín Canapino R  | Juncos Hollinger Racing              | Chevrolet | 100    | 21.4219        | 2           | 20         |                | 16     |
| 15   | 20  | Conor Daly          | Ed Carpenter Racing                  | Chevrolet | 100    | 21.7748        | 3           | 15         |                | 15     |
| 16   | 45  | Christian Lundgaard | Rahal Letterman Lanigan Racing       | Honda     | 100    | 22.1160        | 3           | 18         |                | 14     |
| 17   | 30  | Jack Harvey         | Rahal Letterman Lanigan Racing       | Honda     | 100    | 23.0710        | 3           | 25         |                | 13     |
| 18   | 21  | Rinus VeeKay        | Ed Carpenter Racing                  | Chevrolet | 100    | 23.8193        | 2           | 14         |                | 12     |
| 19   | 06  | Hélio Castroneves   | Meyer Shank Racing                   | Honda     | 100    | 24.6734        | 5           | 23         |                | 11     |
| 20   | 55  | Benjamin Pedersen R | A. J. Foyt Enterprises               | Chevrolet | 97     | 3 Rd.          | 4           | 19         |                | 10     |
| 21   | 14  | Santino Ferrucci    | A. J. Foyt Enterprises               | Chevrolet | 97     | 3 Rd.          | 5           | 22         |                | 9      |
| 22   | 51  | Sting Ray Robb R    | Dale Coyne Racing / Rick Ware Racing | Honda     | 97     | 3 Rd.          | 3           | 26         |                | 8      |
| 23   | 18  | David Malukas       | Dale Coyne Racing / HMD Motorsports  | Honda     | 85     | Unfall         | 2           | 21         |                | 7      |
| 24   | 28  | Romain Grosjean     | Andretti Autosport                   | Honda     | 80     | Unfall         | 2           | 3          |                | 6      |
| 25   | 15  | Graham Rahal        | Rahal Letterman Lanigan Racing       | Honda     | 50     | Unfall         | 2           | 27         |                | 5      |
| 26   | 5   | Pato O’Ward         | Arrow McLaren SP                     | Chevrolet | 41     | Unfall         | 3           | 10         | 1              | 6      |
| 27   | 77  | Callum Ilott        | Juncos Hollinger Racing              | Chevrolet | 1      | Unfall         |             | 16         |                |        |

R=Rookie / 7 Gelbphasen für insgesamt 32 Rd.

## Führungsrunden
| Fahrer          | Team                | Anzahl |
| --------------- | ------------------- | ------ |
| Alex Palou      | Chip Ganassi Racing | 74     |
| Will Power      | Team Penske         | 14     |
| Marcus Ericsson | Chip Ganassi Racing | 7      |
| Josef Newgarden | Team Penske         | 2      |
| Alexander Rossi | Arrow McLaren SP    | 1      |
| Kyle Kirkwood   | Andretti Autosport  | 1      |
| Pato O’Ward     | Arrow McLaren SP    | 1      |